# フランソワーズ・ムバンゴ
フランソワーズ・ムバンゴ (Françoise Mbango Etone、1976年4月14日 - )は、カメルーンの陸上競技選手である。彼女は、2004年アテネオリンピックの女子三段跳の金メダリストである。カメルーン出身の陸上競技選手として史上初めてオリンピックでメダルを獲得した選手である。
その後、出産のためしばらく競技から離れていたが、復帰した2008年の北京オリンピックでは、15m39のオリンピック新記録で優勝し、連覇を果たした。

## 主な実績
| 年   | 大会                               | 場所                       | 結果 | 記録   |
| ---- | ---------------------------------- | -------------------------- | ---- | ------ |
| 2001 | 世界選手権                         | エドモントン, カナダ       | 2位  | 14.60m |
| 2001 | IAAFグランプリファイナル           | メルボルン, オーストラリア | 3位  | 14.47m |
| 2002 | コモンウェルスゲームズ             | マンチェスター, イギリス   | 2位  | 14.82m |
| 2002 | アフリカ陸上選手権                 | ラデス, チュニジア         | 1位  | 14.95m |
| 2003 | 世界室内選手権                     | バーミンガム, イギリス     | 2位  | 14.88m |
| 2003 | 世界選手権                         | パリ, フランス             | 2位  | 15.05m |
| 2003 | IAAFワールドアスレチックファイナル | モンテカルロ, モナコ       | 3位  | 14.83m |
| 2004 | オリンピック                       | アテネ, ギリシャ           | 1位  | 15.30m |
| 2004 | IAAFワールドアスレチックファイナル | モンテカルロ, モナコ       | 1位  | 15.01m |
| 2008 | オリンピック                       | 北京, 中国                 | 1位  | 15.39m |